# Ruderkanal Plowdiw
Der Ruderkanal Plowdiw (bulgarisch Гребна база Пловдив) ist ein künstlicher See in der bulgarischen Stadt Plowdiw, der seit 1988 als Regattastrecke für den Rudersport verwendet wird.

## Geschichte
Der Ruderkanal Plowdiw wurde im Jahr 1988 eröffnet. Er befindet sich parallel zur Mariza in einem Park südwestlich des Stadion Plowdiw und ist Teil des Plovdiv Sports Complex.
Vor den Ruder-Europameisterschaften 2011 wurde die Anlage renoviert.

## Eigenschaften
Der Ruderkanal Plowdiw besteht aus einem Becken mit 2200 m Länge und 120 m Breite. Im Gegensatz zu vielen anderen Regattabahnen verfügt die Anlage nicht über eine abgetrennte Trainingsbahn.
Für Wettbewerbe stehen sieben bzw. acht Bahnen zur Verfügung.
Die Haupttribüne im Zielbereich im Nordosten des Ruderkanals verfügt über eine Kapazität von 800 Sitzplätzen.
Nahe bei der 1000-m-Marke wird der Kanal von einer durchhängenden Fußgängerbrücke überquert.

## Veranstaltungen
- Ruder-Weltmeisterschaften 2012 und 2018
- Ruder-Europameisterschaften 2011 und 2025
- U23-Weltmeisterschaften im Rudern 2015 und 2017
- Junioren-Weltmeisterschaften im Rudern 1999, 2012 und 2021
- Balkan-Meisterschaften im Rudern 1993, 1998 und 2007